# 225-я стрелковая дивизия
225-я стрелковая Новгородская Краснознамённая ордена Кутузова дивизия — войсковое соединение Вооружённых Сил СССР, принимавшее участие в Великой Отечественной войне.

## История
Дивизия сформирована 14 декабря 1941 года путём переформирования 3-й танковой дивизии в районе восточнее Новгорода. В дивизию массово были призваны военнообязанные Мстинского, Крестецкого, Любытинского, Пестовского, Мошенского, Валдайского районов.
В действующей армии во время ВОВ с 14 декабря 1941 по 14 октября 1944, с 7 ноября 1944 по 30 ноября 1944 и с 11 декабря 1944 по 11 мая 1945 года.
К концу декабря 1941 дивизия заняла позиции по Волхову севернее Новгорода от деревни Муравьи до озера Ильмень и приступила к форсированию реки. После нескольких неудачных попыток к 20 января 1942 года в тяжёлых боях с 250-й пехотной дивизией сумела захватить и удержать два небольших плацдарма в Лелявино и Теремце. 27 января 1942 года полоса обороны дивизии по правому берегу Волхова расширилась на север за счёт брошенной в прорыв 2-й ударной армии 305-й стрелковой дивизии. С этого времени и до 10 февраля 1943 года частью сил обороняет эти два плацдарма, ведя частные бои, а также держала оборону правого берега реки в районе Муравьи. 10 февраля 1943 года снята с позиций и отведена в ближний тыл, где была значительно пополнена.
С 15 марта по 20 марта 1943 года участвует в общем наступлении войск 52-й армии на Новгород. Наступая с исходных позиций от реки Волхов до Синего моста на южные предместья Новгорода, Кириллов монастырь, форсирует Малый Волховец. Исключая захват небольшого плацдарма у Синего моста, откатилась на исходные, один полк был практически уничтожен (так, из батальона, численностью в 450 человек, штурмовавшего укреплённый вал, осталось только 15 человек). До 1944 года держала оборону под Новгородом. В первых числах октября 1943 года предприняла частную попытку наступления, передовые части сумели продвинуться даже до шоссе Подберезье — Новгород, но были отрезаны и уничтожены.
В ходе Новгородско-Лужской операции 299-й стрелковый полк и лыжный батальон из состава дивизии были приданы 58-й стрелковой бригаде, и эти части вместе с 34-м и 44-м аэросанными батальонами составили подвижную группу, перед которой ставилась задача форсировать озеро Ильмень на участке река Большая Гнилка, устье Перервы и захватить передовыми отрядами Старую Мельницу и близлежащие населённые пункты, затем выйти на реку Веряжа, после чего перерезать дороги Новгород—Вашково, Новгород—Шимск. Эта группа перешла в наступление 13 января 1944 года. Вскоре к южной группе (группе Т. А. Свиклина) присоединился и 1347-й стрелковый полк. 1349-й стрелковый полк, с боями форсировав реку, затем сравнительно беспрепятственно вышел к 20 января 1944 года на северо-восточную окраину Новгорода и первым вступил в уличные бои в городе с задачей наступления со стороны Погорелец, затем выхода к Пулковской Слободе и дальнейшего продвижения к северной окраине города. Два другие полка дивизии вступили в город с юга и довершили освобождение Новгорода.
После освобождения Новгорода, дивизия с боями наступала в направлении Шимска, затем в общем направлении Сольцы—Дно—Порхов, к концу февраля 1944 года выйдя к укреплённому рубежу «Пантера» между Островом и Псковом.
В июле 1944 года в ходе Псковско-Островской операции наступает из района южнее Пушкинских Гор от Опочки на Красногородск так, 18 июля 1944 года ведёт бой у деревни Ляманы, в Красногородском районе, Псковской области и в этот же день принимает участие в освобождении Красногородска. Продолжая наступление, вступила на территорию Латвии, 19—21 июля 1944 года ведёт бои близ станции Пундури (в 21 километре севернее г. Карсава), 28 июля 1944 года у деревни Блутис (в 8 километрах юго-восточнее г. Балвы) и вышла на подступы к Гулбене.
С 10 августа 1944 года вновь переходит в наступление в ходе Тартуской операции, с тяжёлыми боями продвигается вдоль железной дороги, 28 августа 1944 года частью сил освобождает Гулбене, далее продвигается в наступлении Стамириене, Леясциемса, где в начале сентября 1944 года остановилась перед укреплённой полосой.
13 сентября 1944 года, начиная Рижскую операцию форсирует реку Гауя ведёт бои за удержание и расширение плацдарма, затем продолжает наступление, продвигаясь к Риге с северо-востока.
14 октября 1944 года дивизия была выведена в резерв, погрузилась в эшелоны на станции Плявинас и будучи перевезённой по маршруту Крустпилс, Даугавпилс, Вильнюс, Каунас, выгрузилась на станции Пильвишки, где поступила в состав 21-й армии и в начале ноября 1944 года заняла оборону на тыловых рубежах фронта, по реке Ширвинта в районе южнее Науместиса. 30 ноября 1944 года вновь снялась с позиций и в период с 3 декабря по 15 декабря 1944 года была переброшена по железной дороге через Каунас, Вильнюс, Лиду, Барановичи, Ровно, Львов, Перемышль, Жешув в район Сендзищув-Ропчине в Южной Польше.
В ходе Сандомирско-Силезской операции наступала во втором эшелоне, введена в бой 17 января 1945 года южнее Ченстохова, ведёт бои по освобождению Домбровского угольного и промышленного района в Силезии, так на 21 января 1945 года ведёт наступление на населённые пункты Волковицы и Косцельно, 22 января в районе населённого пункта Пшечице в 26 километрах юго-западнее Севежа, 23 января у населённых пунктов Подскале, Коцельна, Псарны юго-западнее города Заверце, 24 января — в районе населённого пункта Войковице в 21 километре северо-восточнее Катовице, 26 января ведёт бои за населённые пункты Целицовицы, Пуарп, Морашувка и Грудкув-2, 27 января захватывает Челядзь. Выйдя на Одер севернее Оппельна, дивизия захватывает там плацдармы, 3 февраля 1945 освобождает Боркенхайн, 4 февраля освобождает Лёвен и Шургаст (ныне Скорогощ) и в феврале 1945 года ведёт тяжёлые бои за удержание и расширение плацдармов в том районе, приблизительно в 20 километрах северо-западнее Оппельна.
В ходе Верхне-Силезской операции марта 1945 года наступает на Нейсе, принимает участие в окружении группировки войск противника юго-восточнее Оппельна, к концу операции вышла к городу Ландесхут (ныне Каменна-Гура). На 25 апреля 1945 года находится на подступах к городу Швейдниц.
С 9 мая 1945 года дивизия участвует в Пражской операции, продвигается форсированным маршем в направлении Трутнова, Нова Пака, Йичин, Прага. 12 мая 1945 года дивизия вышла к Йичину, где был получен приказ остановить наступление.
За время Великой Отечественной войны дивизия 6 раз отмечалась за успешные действия в боях приказами ставки Верховного Главнокомандования.
Расформирована летом 1945 года.

## Состав
- 299-й стрелковый полк
- 1347-й стрелковый полк
- 1349-й (1379-й) стрелковый полк
- 1009-й артиллерийский полк
- 115-я отдельная разведывательная рота
- 697-й отдельный сапёрный батальон
- 901-й (1897-й) отдельный батальон связи (584-я отдельная рота связи)
- 504-й медико-санитарный батальон
- 16-я (484-я) отдельная рота химический защиты
- 6-й отдельный истребительно-противотанковый дивизион
- 550-я автотранспортная рота
- 402-я полевая хлебопекарня
- 179-й (897-й, 879-й) дивизионный ветеринарный лазарет
- 99-я полевая почтовая станция
- 205-я (1046) полевая касса Госбанка

## Подчинение
| Дата            | Фронт (округ)                                              | Армия                                     | Корпус                  | Примечания                                             |
| --------------- | ---------------------------------------------------------- | ----------------------------------------- | ----------------------- | ------------------------------------------------------ |
| 01.12.1941 года | Северо-Западный фронт                                      | Новгородская армейская оперативная группа | -                       | -                                                      |
| 01.01.1942 года | Волховский фронт                                           | 52-я армия                                | -                       | -                                                      |
| 01.02.1942 года | Волховский фронт                                           | 52-я армия                                | -                       | -                                                      |
| 01.03.1942 года | Волховский фронт                                           | 52-я армия                                | -                       | -                                                      |
| 01.04.1942 года | Волховский фронт                                           | 52-я армия                                | -                       | -                                                      |
| 01.05.1942 года | Ленинградский фронт (Группа войск Волховского направления) | 52-я армия                                | -                       | -                                                      |
| 01.06.1942 года | Ленинградский фронт (Волховская группа войск)              | 52-я армия                                | -                       | -                                                      |
| 01.07.1942 года | Волховский фронт                                           | 52-я армия                                | -                       | -                                                      |
| 01.08.1942 года | Волховский фронт                                           | 52-я армия                                | -                       | -                                                      |
| 01.09.1942 года | Волховский фронт                                           | 52-я армия                                | -                       | -                                                      |
| 01.10.1942 года | Волховский фронт                                           | 52-я армия                                | -                       | -                                                      |
| 01.11.1942 года | Волховский фронт                                           | 52-я армия                                | -                       | -                                                      |
| 01.12.1942 года | Волховский фронт                                           | 52-я армия                                | -                       | -                                                      |
| 01.01.1943 года | Волховский фронт                                           | 52-я армия                                | -                       | -                                                      |
| 01.02.1943 года | Волховский фронт                                           | 52-я армия                                | -                       | -                                                      |
| 01.03.1943 года | Волховский фронт                                           | 52-я армия                                | -                       | -                                                      |
| 01.04.1943 года | Волховский фронт                                           | 52-я армия                                | -                       | -                                                      |
| 01.05.1943 года | Волховский фронт                                           | 52-я армия                                | -                       | -                                                      |
| 01.06.1943 года | Волховский фронт                                           | 59-я армия                                | -                       | -                                                      |
| 01.07.1943 года | Волховский фронт                                           | 59-я армия                                | 7-й стрелковый корпус   | -                                                      |
| 01.08.1943 года | Волховский фронт                                           | 59-я армия                                | 7-й стрелковый корпус   | -                                                      |
| 01.09.1943 года | Волховский фронт                                           | 59-я армия                                | 7-й стрелковый корпус   | -                                                      |
| 01.10.1943 года | Волховский фронт                                           | 59-я армия                                | 7-й стрелковый корпус   | -                                                      |
| 01.11.1943 года | Волховский фронт                                           | 59-я армия                                | -                       | -                                                      |
| 01.12.1943 года | Волховский фронт                                           | 59-я армия                                | 14-й стрелковый корпус  | -                                                      |
| 01.01.1944 года | Волховский фронт                                           | 59-я армия                                | 14-й стрелковый корпус  | -                                                      |
| 01.02.1944 года | Волховский фронт                                           | 8-я армия                                 | 14-й стрелковый корпус  | -                                                      |
| 01.03.1944 года | Ленинградский фронт                                        | 54-я армия                                | 111-й стрелковый корпус | -                                                      |
| 01.04.1944 года | Ленинградский фронт                                        | 54-я армия                                | 111-й стрелковый корпус | -                                                      |
| 01.05.1944 года | Ленинградский фронт                                        | 54-я армия                                | 111-й стрелковый корпус | -                                                      |
| 01.06.1944 года | 3-й Прибалтийский фронт                                    | 54-я армия                                | 111-й стрелковый корпус | -                                                      |
| 01.07.1944 года | 3-й Прибалтийский фронт                                    | 54-я армия                                | 111-й стрелковый корпус | -                                                      |
| 01.08.1944 года | 3-й Прибалтийский фронт                                    | 54-я армия                                | 111-й стрелковый корпус | -                                                      |
| 01.09.1944 года | 3-й Прибалтийский фронт                                    | 54-я армия                                | 123-й стрелковый корпус | -                                                      |
| 01.10.1944 года | 3-й Прибалтийский фронт                                    | -                                         | -                       | -                                                      |
| 01.11.1944 года | Резерв Ставки ВГК                                          | 21-я армия                                | 55-й стрелковый корпус  | -                                                      |
| 01.12.1944 года | 3-й Белорусский фронт                                      | 21-я армия                                | 55-й стрелковый корпус  | в этот же день вновь в составе армии передана в резерв |
| 01.01.1945 года | 1-й Украинский фронт                                       | 21-я армия                                | 55-й стрелковый корпус  | -                                                      |
| 01.02.1945 года | 1-й Украинский фронт                                       | 21-я армия                                | 55-й стрелковый корпус  | -                                                      |
| 01.03.1945 года | 1-й Украинский фронт                                       | 21-я армия                                | 55-й стрелковый корпус  | -                                                      |
| 01.04.1945 года | 1-й Украинский фронт                                       | 21-я армия                                | 55-й стрелковый корпус  | -                                                      |
| 01.05.1945 года | 1-й Украинский фронт                                       | 21-я армия                                | 55-й стрелковый корпус  | -                                                      |

## Награды и наименования
| Награда (наименование)               | Дата       | За что награждена |
| ------------------------------------ | ---------- | --- |
| Орден Красного Знамени               | 14.12.1941 | по преемственности |
| Почетное наименование «Новгородская» | 20.01.1944 | за отвагу и мужество проявленные при освобождении Новгорода |
| Орден Кутузова II степени            | 05.04.1945 | награждена указом Президиума Верховного Совета СССР от 5 апреля 1945 года за образцовое выполнение заданий командования в боях с немецкими захватчиками и при форсировании реки Одер юго-восточнее города Бреслау (Бреславль) и проявленные при этом доблесть и мужество. |

## Командиры дивизии
- Андреев, Константин Ювенальевич (14.12.1941 — 28.05.1942), полковник
- Николаевский, Василий Яковлевич (29.05.1942 — 20.06.1942), полковник
- Ольховский, Пётр Иванович (21.06.1942 — 28.05.1944), полковник
- Песочин, Михаил Александрович (с 29.05.1944 по 10.02.1945), полковник (умер от ран 03.05.1945)
- Орлов, Василий Александрович (11.02.1945 — 20.03.1945), полковник
- Мурашов, Павел Александрович (21.03.1945 — 11.05.1945), полковник[4]

## Отличившиеся воины дивизии
| Награда | Ф. И. О.                             | Должность                                                              | Звание                      | Дата награждения                   | Примечания |
| ------- | ------------------------------------ | ---------------------------------------------------------------------- | --------------------------- | ---------------------------------- | --- |
|         | Герасименко, Иван Саввич             | Командир отделения 299-го стрелкового полка                            | сержант                     | 21.02.1944                         | посмертно, 29.01.1942 года на Волховском плацдарме закрыл телом амбразуру |
|         | Голубев, Александр Тихонович         | Санинструктор санитарного взвода 299-го стрелкового полка              | старшина медицинской службы | 08.03.1945                         | дважды награждён орденом 3 степени, перенаграждён 20.12.1951 |
|         | Коваленко, Сергей Анисимович         | стрелок 299-го стрелкового полка                                       | ефрейтор                    | 10.04.1945                         | посмертно, 02.02.1945 года на Одерском плацдарме закрыл телом амбразуру |
|         | Красилов, Александр Семёнович        | стрелок 299-го стрелкового полка                                       | красноармеец                | 21.02.1944                         | посмертно, 29.01.1942 года на Волховском плацдарме закрыл телом амбразуру |
|         | Крыжановский, Владимир Александрович | Командир 45-мм орудия 1347-го стрелкового полка                        | старший сержант             | 05.04.1945                         | дважды награждён орденом 3 степени, перенаграждён 20.12.1951 |
|         | Морской, Михаил Васильевич           | Командир расчёта 76-мм пушки 299-го стрелкового полка                  | сержант                     | 19.08.1944, 18.02.1945, 29.06.1945 | За проявления геройства и мужества в боях с немецко-фашистскими захватчиками |
|         | Пантюшко, Андрей Иванович            | Командир отделения взвода пешей разведки 1347-го стрелкового полка     | старший сержант             | 24.10.1944, 18.02.1945, 29.06.1945 | За умелое руководство группой разведчиков в бою, захват пленного и проявления геройства |
|         | Поздняков, Григорий Иванович         | Командир пулемётного расчёта пулемётной роты 1347-го стрелкового полка | старший сержант             | 08.03.1945                         | дважды награждён орденом 2 степени, перенаграждён 19.08.1955 |
|         | Черемнов, Леонтий Арсентьевич        | стрелок 299-го стрелкового полка                                       | красноармеец                | 21.02.1944                         | посмертно, 29.01.1942 года на Волховском плацдарме закрыл телом амбразуру |
|         | Шишов, Сергей Николаевич             | Начальник радиостанции 299-го стрелкового полка                        | старший сержант             | 20.02.1944, 13.08.1944, 10.04.1945 | За хорошее обеспечение радиосвязью наступающего подразделения, проявив при этом отвагу и мужество. Обеспечивая связью штаб подразделения при отражении нападения противника, в бою за город Шургаст (Польша). 07.02.1945 участвуя в бою лично уничтожил 13 фашистов и одного взял в плен |
|         | Юрасов, Анатолий Николаевич          | Командир отделения 115-й отдельной разведроты                          | младший сержант             | 24.07.1944, 01.10.1944, 27.06.1945 | За умелую организацию наблюдательного пункта группы разведчиков при обеспечении местной разведки, организацию отхода группы и своевременному обеспечению ценной информацией командования                                                                                                 |